# Grande Chronique de Limoges
La Grande chronique de Limoges (en latin : Maius chronicon Lemovicense), également appelée la Chronique de Saint-Martial de Limoges (en latin : Chronicon sancti Martialis Lemovicensis), est une collection de notices historiques et de chroniques des XIIIe et XIVe siècles sur Limoges, conservées dans trois manuscrits liés.

## Présentation
À partir du XVIIIe siècle, le contenu de ces manuscrits a été perçu à tort comme des fragments d'une grande chronique unique de l'abbaye Saint-Martial. Ils ont été édités de manière critique en tant que chronique unifiée au XIXe siècle. Ils sont aujourd'hui principalement reconnus comme des notes rédigées par les moines de Saint-Martial comme des continuations des abondantes notes historiques de Bernard Itier (décédé en 1225).
Les trois manuscrits dont est dérivée la Grande Chronique se trouvent aujourd'hui à la Bibliothèque nationale de France :
- MS lat. 11019, notes historiques ajoutées en marge à partir de 1310 à Saint-Martial[3].
- MS lat. 5452, compilé dans l'abbaye Saint-Martin à la fin du XIVe ou au début du XVe siècle[4].
- MS lat. 12764, copié par le Mauriste Claude Estiennot de la Serrée au XVIIe siècle[1].

Les trois manuscrits contiennent de nombreux textes en commun, y compris la chronique de Saint-Martin rédigée par son abbé, Pierre Coral. La première continuation des notes de Bernard Itier, commencée en 1310, couvre la période 1207-1320, qui se chevauche avec les propres notes d'Itier pour les années 1207-1224. Le texte se concentre sur Limoges et Saint-Martial, et commence par l'arrivée des Franciscains et des Dominicains dans la ville. Deux autres continuations des notes d'Itier rédigées par Hélie Autenc sont également incluses. Elles couvrent les périodes 1235-1277 et 1274-1315. La première de ces continuations s'appuie sur la chronique universelle de Gérald Frachet, mais l'accent des deux reste local. Il existe également une tentative approximative de chronique couvrant les années 1235-1299, intitulée Brevissimum chronicon dans les éditions modernes.
Il n'existe pas d'édition unique publiée de tous les textes des trois manuscrits, mais la majeure partie du matériel a été publiée.